# Standard Sixteen
Der Standard Sixteen war ein PKW, den die Standard Motor Company in Coventry (mit Pausen) von 1905 bis 1936 baute.
Der Name tauchte zuerst 1905 auf und bezeichnete den Tourenwagen 16 hp, der einen seitengesteuerten Vierzylindermotor besaß. 1909–1911 gab es wieder einen 16 hp in ähnlicher Auslegung. 1929 erschien ein weiteres Modell gleichen Namens, aber mit einem Sechszylindermotor. 1934 wurden dieses durch den Flying 16 abgelöst, unter dessen pseudo-stromlinienförmiger Karosserie ein etwas aufgebohrter Sechszylinder steckte. 1936 wurde die Baureihe ersatzlos eingestellt.

## 16 hp (1905)
Der 16 hp war 1905 das kleinere von zwei Modellen bei Standard. Der Wagen war konventionell ausgelegt und hatte einen vorne eingebauten Reihenvierzylindermotor mit 3142 cm³ Hubraum und quadratischer Auslegung (Bohrung × Hub = 100 mm × 100 mm). Der viersitzige Tourenwagen besaß Hinterradantrieb.
Bereits nach einem Jahr wurde der Wagen durch den 16/20 abgelöst.

## 16 hp (1909–1911)
Ein weiterer 16 hp wurde 1909, wiederum als Tourenwagen, aufgelegt. Sein Motor war ähnlich ausgelegt und besaß 2688 cm³ Hubraum (Bohrung × Hub = 89 mm × 108 mm). Es gab Fahrgestelle in zwei unterschiedlichen Radständen, 2.794 mm und 3.048 mm. Das Fahrgestell ohne Aufbau wog 762 kg.

## 16 hp (1929–1933)
1929 erschien ein mittelgroßes Sechszylindermodell unter dem Namen 16 hp. Sie wurde etwas kleineren 15 hp – Modell zur Seite gestellt. Sein seitengesteuerter Sechszylinder-Reihenmotor besaß einen Hubraum von 2.054 cm³. Die Höchstgeschwindigkeit lag bei 102 km/h.
1934 löste der überarbeitete Flying 16 dieses Modell ab.

## Flying Sixteen (1934–1936)
Der Flying Sixteen folgte dem 16 hp nach und besaß die Pseudo-Stromlinie der Standard-Flying-Linie. Sein seitengesteuerter Reihensechszylindermotor mit 2.143 cm³ Hubraum und langem Hub (106 mm) entwickelte 56 bhp (41 kW) bei 4.000 min−1. Über ein synchronisiertes Dreiganggetriebe wurde die Motorkraft an die Hinterräder weitergeleitet. Zunächst besaß der Wagen einen etwas kleineren Radstand als sein Vorgänger; 1936 wurde dieser jedoch um 9″ (228 mm) vergrößert. Die Wagen erreichten mit 118 km/h deutlich höhere Geschwindigkeiten als die weniger schnittigen Vorgänger

## Quelle
- Culshaw, David & Horrobin, Peter: The Complete Catalogue of British Cars 1895-1975, Veloce Publishing plc., Dorchester (1997), ISBN 1-874105-93-6